# Srbac Selo
Srbac Selo (szerbül: Србац Село), település Bosznia-Hercegovinában, Srbac községben, Bosanska krajina területén, a Szerb Köztársaságban. 

## Fekvése
Bosznia-Hercegovina északi részén, Banja Lukától légvonalban 43, közúton 51 km-re északkeletre, községközpontjától 1 km-re északkeletre, a Motajica-hegység lejtői és a Száva folyó völgye között található.

## Népessége
| Nemzetiségi csoport | Népesség 1991 | Népesség 2013 |
| ------------------- | ------------- | ------------- |
| Szerb               | 750           | 824           |
| Bosnyák             | 7             | 1             |
| Horvát              | 10            | 14            |
| Jugoszláv           | 42            | 1             |
| Egyéb               | 15            | 12            |
| Összesen            | 824           | 852           |

## Története
A 19. században Svinjar Brdo néven Svinjar (a mai Srbac) szőlőhegye volt, melynek házai a Motakica északi völgyeiben álltak. A település főút menti része csak a 20. század első felében épült meg. Jugoszlávia megszállása után a Független Horvát Állam (NDH) része lett. A második világháború után a szocialista Jugoszláviához tartozott. A daytoni békeszerződést követő területfelosztásnál Srbac község részeként a Szerb Köztársaság területéhez került.